# تعقیب (مجموعه تلویزیونی ۲۰۱۷)
تعقیب مینی سریال ساخت آمریکا در ژانر درام است. فصل اول این سریال، تعقیب یونابامبر، توسط اندرو سودروسکی، جیم کلمنته و تونی گیتلسون ساخته شده است و سام وورتینگتون و پل بتانی ادای نقش می‌کنند. این فصل سریال داستانی تخیلی بر پایه تعقیب اف‌بی‌آی به دنبال یونابامبر را به تصویر می کشد و در تاریخ ۱ اوت ۲۰۱۷ در کانال دیسکاوری به نمایش درآمد. در تاریخ ۱۷ ژوئیه۲۰۱۸، گزارش شد که چارتر کمیونیکیشنز در حال مذاکره با تهیه‌کنندگان این سریال برای انتخاب این سریال بود که اکنون یک سریال گلچین محسوب می شود، تا دو فصل از شبکه کابلی اسپکتروم خود پخش شود. طبق گفته ها، اولین فصل از این فصلی متعلق به اریک رودولف، معروف به بمب‌گذار پارک المپیک است. در ۱۸ ژانویه سال ۲۰۲۰، اعلام شد که فصل دوم با عنوان تعقیب: بازی‌های مهلک در تاریخ ۳ فوریه ۲۰۲۰ اجرا خواهد شد.

## پذیرش
وب سایت بازبینی جمعی راتن تومیتوز رتبه‌بندی۹۳٪ را برای فصل اول این سریال گزارش کرده است که با میانگین امتیاز ۷.۶۷ از ۱۰ بر اساس ۲۸ بررسی محاسبه شده‌است.